# Geissanthus quindiensis
Geissanthus quindiensis är en viveväxtart som beskrevs av Carl Christian Mez. Geissanthus quindiensis ingår i släktet Geissanthus och familjen viveväxter. Inga underarter finns listade i Catalogue of Life.